# Ferdinand Brokoff
Ferdinand Maximilian Brokoff, född 1688, död 1731, var en böhmisk skulptör.
Ferdinand Brokoff utvecklade från 1707 en rik verksamhet i Prag, utförde flera av grupperna på Karlsbron och arbetade för kyrkor, palats och offentliga platser. För Karl Borromeuskyrkan i Wien har han utfört figurer vid högaltaret. Brokoff, som står Giovanni Lorenzo Berninis skola nära, anses som Prags främste barockskulptör.
Asteroiden 6769 Brokoff är uppkallad efter honom.